# دورآم-سود، کبک
دورآم-سود (به فرانسوی: Durham-Sud) شهری در منطقه شهری درومون ناحیه سانتر-دو-کبک در استان کبک کانادا است. در سرشماری سال ۲۰۱۱ این شهر ۱٬۱۳۳ نفر جمعیت داشته‌است و مساحت آن ۹۲٫۰۲ کیلومتر مربع است.